# Remete (település)
Remete (Râmeț), település Romániában, Erdélyben, Fehér megyében.

## Fekvése
Nagyenyedtől nyugatra, Nagyenyed és Diómál közt fekvő település.

## Története
Remete nevét 1441-ben említette először oklevél Remete néven, 1539-ben Kys Remethe, 1733-ban és 1913-ban Remete néven írták.
1910-ben 2002 lakosából 7 magyar, 1988 román volt. Ebből 1982 görögkeleti ortodox volt.
A trianoni békeszerződés előtt Alsó-Fehér vármegye Nagyenyedi járásához tartozott.

## Nevezetességek

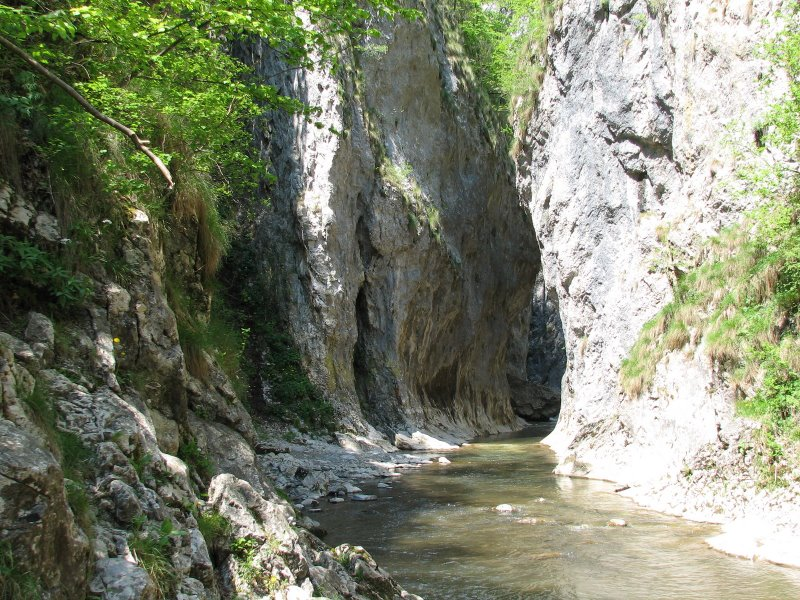
A remetei szoros

- Remetei kolostor – A 14. század végén alapították. Benne értékes falfestmények maradtak fenn.
- Remetei szoros – Természetvédelmi terület a kolostor közelében.